# 富山県道247号中川南町線
富山県道247号中川南町線（とやまけんどう247ごう なかがわみなみちょうせん）とは、富山県高岡市内を起点・終点とする一般県道。

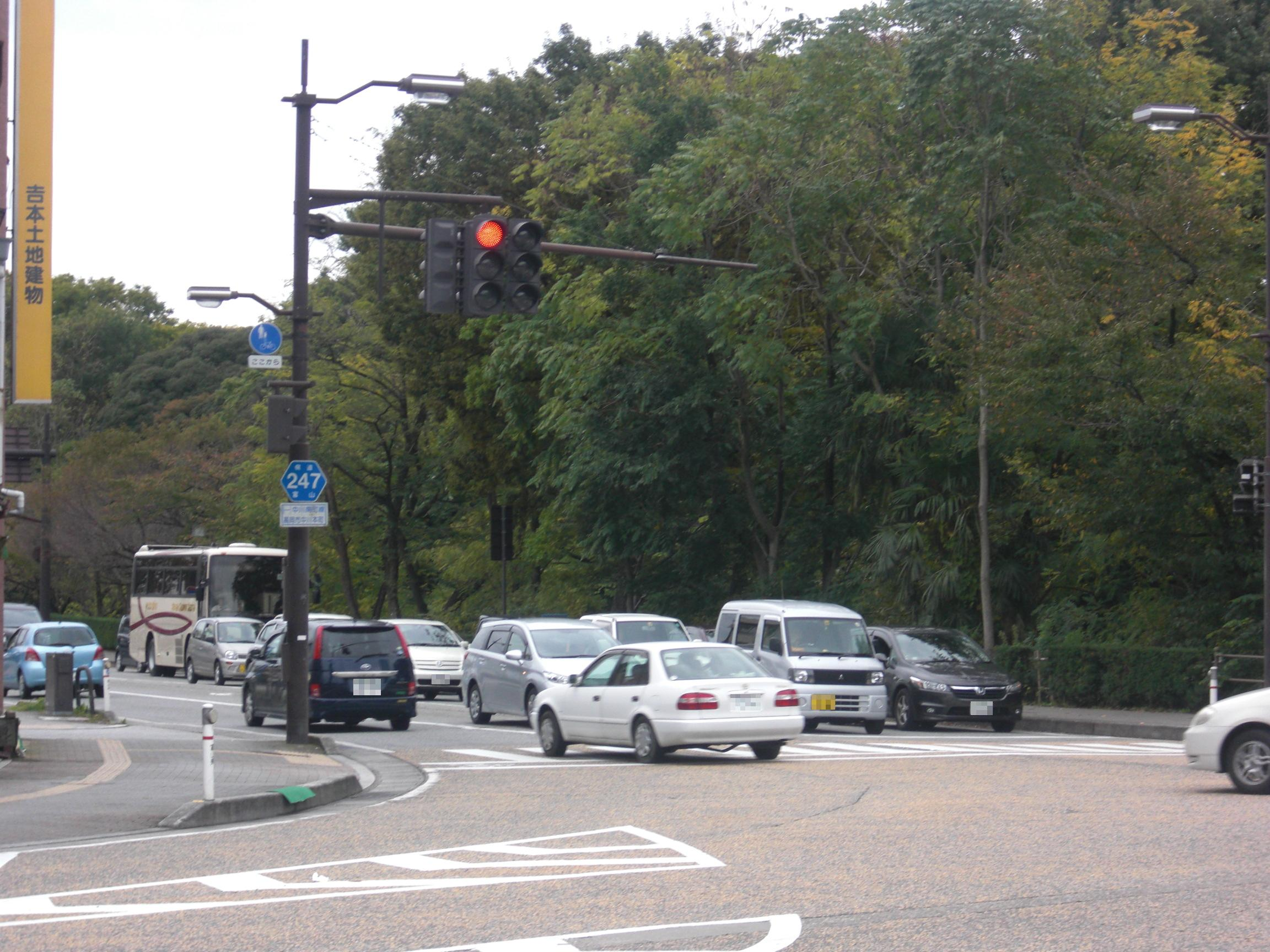
沿線風景（高岡市中川本町）

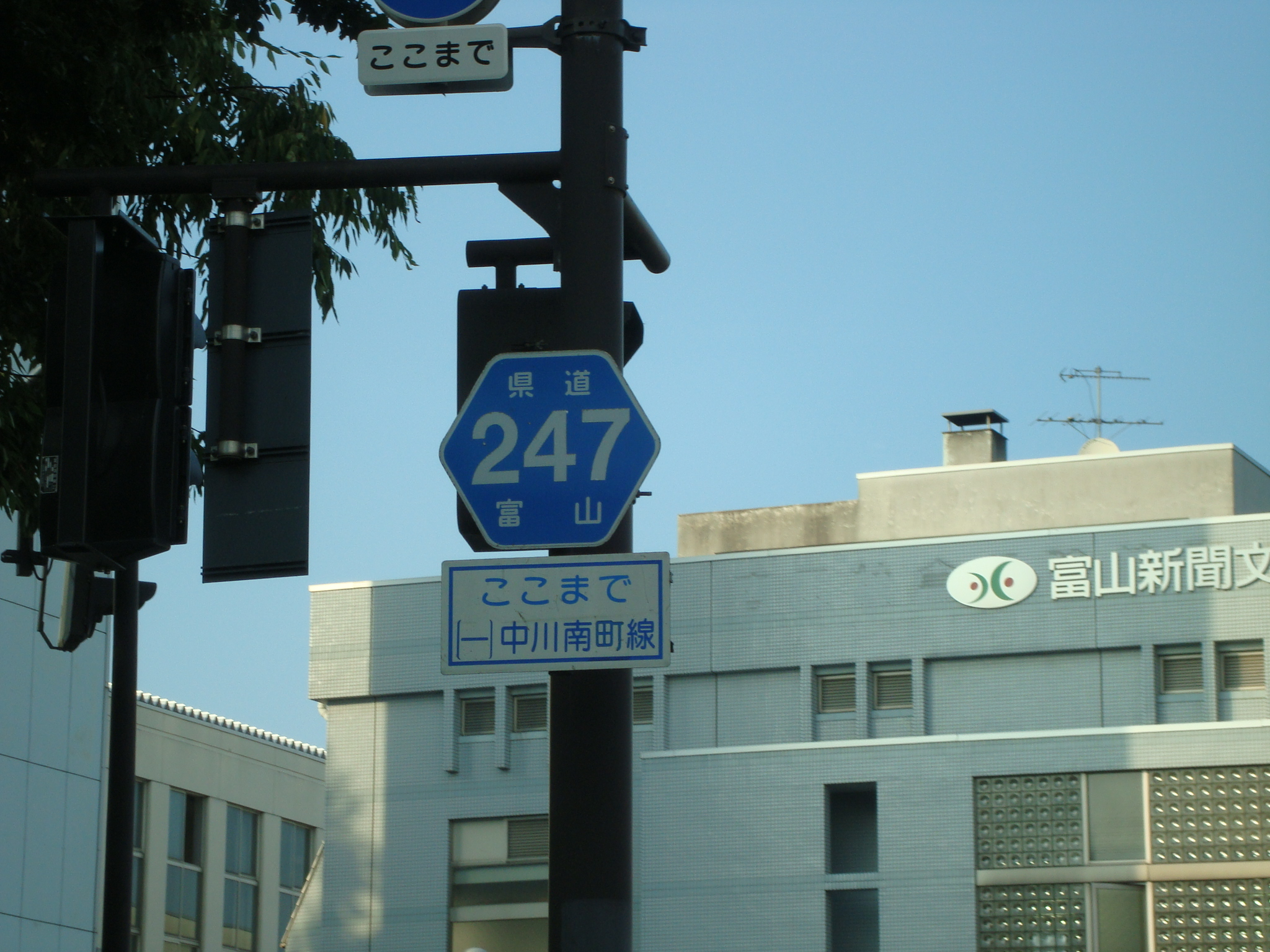
終点の標識

## 概要
この県道の高岡駅前交差点であいの風とやま鉄道線高岡駅前（同駅の北側）ロータリーに接続する。同交差点を境に、中川方面は市民病院前方面、南町方面は厚生連病院前方面のバスが運行されていたが、現在では利用減により一日に僅か数本が走るのみとなっている。

## 路線状況

### 路線データ
- 起点：富山県高岡市中川（中川交差点・富山県道44号富山高岡線交点）
- 終点：富山県高岡市南幸町（南町交差点・国道156号交点・富山県道40号高岡庄川線起点）

### 重複区間
- 富山県道58号高岡小杉線（高岡市下関町・下関町交差点 - 同・高岡駅前交差点）
- 富山県道40号高岡庄川線（高岡市白金町 - 高岡市南幸町・南町交差点）

### 利用状況
2005年（平成17年）度交通量
| 休日24時間交通量 | 平日24時間交通量 |
| 11,210台         | 20,216台         |

## 地理

### 通過する自治体
- 高岡市

### 接続道路
- 富山県道44号富山高岡線（富山県高岡市中川・中川交差点）
- 富山県道58号高岡小杉線（高岡市下関町・下関町交差点）
- 富山県道23号高岡停車場線（高岡市下関町・高岡駅前交差点）
- 富山県道40号高岡庄川線（高岡市白金町・白金町交差点）
- 国道156号（高岡市南幸町、南町交差点）

### 沿線周辺
- 富山新聞文化センター高岡スタジオ
- 高岡古城公園
- 富山地方裁判所高岡支部（富山家庭裁判所高岡支部、高岡簡易裁判所、高岡検察審査会併設）
- 富山地方検察庁高岡支部（高岡区検察庁併設）
- あいの風とやま鉄道線・氷見線・城端線 高岡駅
- 万葉線 高岡駅停留場
- ウイング・ウイング高岡
  - 高岡市立中央図書館
  - 富山県立志貴野高等学校